# Two Hands
Two Hands é um filme australiano de 1999, escrito e dirigido por Gregor Jordan.. O filme foi o vencedor do Australian Film Institute Awards de melhor filme em 1999.

## Sinopse
Aos 19 anos de idade, Jimmy está numa situação difícil: ele perdeu um monte de dinheiro que pertence ao gangster Pando (Bryan Brown), para o qual trabalha, e precisa recuperá-lo antes que o desaparecimento seja notado e ele seja morto. Enquanto ele procura, dois meninos de rua, que acharam o dinheiro, fazem uma maratona de compras.

## Elenco
- Heath Ledger.... Jimmy
- Bryan Brown.... Pando
- David Field.... Acko
- Tom Long ....  Wally
- Tony Forrow.... Eddie
- Steven Vidler.... The Man
- Dale Kalnins.... Kiwi Bob
- Kiri Paramore.... Les
- William Drury.... Jesus Freak
- David Moeaki.... Louise
- Mathew Wilkinson.... Rocket
- Rose Byrne.... Alex